# Laosaurus
Il Laosaurus (il cui nome significa "lucertola fossile") è un genere di dinosauro erbivoro appartenente agli Ipsilofodontidi, che visse negli Stati Uniti e in Canada durante il Giurassico superiore.

## Descrizione
Piccolo erbivoro, il Laosaurus non raggiungeva i 2 metri di lunghezza con un peso di 9 chilogrammi; i suoi arti superiori erano corti mentre quelli inferiori erano lunghi. Assomigliava all'Hypsilophodon.